# ドア開放事故
| 駐車帯の左横（車道中央側）に引かれた自転車レーンを通行する自転車 |  | ドアが突然開いて衝突 |
| 駐車帯の左横（車道中央側）に引かれた自転車レーンを通行する自転車 |  | ドアが突然開いて衝突 |

ドア開放事故（ドアかいほうじこ、dooring）は交通事故の一種で、停車中の自動車の運転者や同乗者がドアを突然開け、走行中の自転車や二輪車などがそのドアに衝突する事故である。開いたドアを咄嗟に回避した先で、走行中の他の車両に撥ねられる事故を含める場合もある。

## 事故実態
ドア開放事故による死亡・重傷は、ドア自体への衝突というよりも、ドアを咄嗟に回避した先で他の自動車に撥ねられた際に起こることが多いとの指摘がある。以下に列挙する事故統計は、その二次的な被害の実態を取りこぼしている可能性がある。

### 日本
日本国内では2014年、四輪車によるドア開放事故が2,325件報告されており、衝突相手の67%が自転車、19%が二輪車、7%が歩行者だった。この年の統計では人身被害の95%が軽傷、4％が重傷で、死亡事故はなかったが、それ以前の10年間では毎年0〜4件の死亡事故が報告されている。

### アメリカ
シカゴでは対自転車のドア開放事故が2010年に127件（自転車事故全体の7.25%）、2011年に344件（19.7%）報告されている。サンフランシスコでは2012〜2015年の期間、自転車相手のドア開放事故が203件（自転車が無過失だった負傷事故全体の16%）報告されている。

### カナダ
バンクーバーでは2007〜2012年に報告された自転車衝突事故のうち最多の事故類型がドア開放事故（15.2%）だった。トロントでは対自転車のドア開放事故が年々増加しており、2014年の132件（自動車と自転車の衝突事故全体の12.5%）から、2016年には209件（16%）に達した。

### イギリス
ロンドンでは2011〜2013年に発生した自転車の重傷事故のうち、右直事故に次いで2番目に多い事故類型がドア開放事故（ドアを咄嗟に回避した結果の事故も含む）の160件（10%）で、うち2件が死亡事故だった。

### オーストラリア
ビクトリア州では2011〜2016年に対自転車のドア開放事故が771件発生し、うち177件が重傷、2件が死亡事故だった。

## 防止策

### 道路側の対策
自動車の車体のすぐ横はドア開放事故の危険があることからドアゾーン（door zone）と呼ばれており、道路の設計では自転車がそこを通らないよう対策することが推奨されている。

#### 緩衝帯の追加
駐車帯に隣接して自転車レーンを引く場合、両者の間に緩衝帯（buffer）を挟むことが推奨されている。緩衝帯の幅は、国土交通省・警察庁によるガイドラインでは数値規定がないが、NACTO（英語: National Association of City Transportation Officials）の設計マニュアルでは、
- 自転車レーンを歩道と駐車帯の間に配置する場合は最低3フィート（約91cm）[11]
- 駐車帯を自転車レーンと歩道の間に配置する場合は最低18インチ（約46cm）[12]

が推奨されている。後者のレイアウトについてはCROW（オランダ語: CROW）の設計マニュアルもほぼ同じ50cm幅の緩衝帯（critical reaction strip）を必須としている。
ただしTRBの報告書では、緩衝帯の幅が1、2フィート（約30〜61cm）程度では自転車利用者の4〜6割が依然ドアゾーンに入ってしまうと指摘されている。
駐車帯と自転車レーンの間に緩衝帯を挟んだ例
- イリノイ州シカゴ
- マサチューセッツ州ケンブリッジ

駐車帯と自転車レーンの間に緩衝帯のない不適切な例
- 東京都文京区

#### ピクトグラムの設置
自転車と自動車を混在通行させる場合、ドアゾーンの外側に自転車のピクトグラム（Sharrow（英語: Shared lane marking））を設置することで、自転車が駐車車両に近づきすぎないよう促せるとの調査結果がある。2003年に実施された調査では、幅1m前後のピクトグラム2種を縁石から11フィート（約3.35m）の位置に描いた結果、自転車の通行位置（駐車車両からの距離）が約20cm増加して約120cmになることが観測された（自動車に追い抜かれている時は約7〜10cm増の約81〜84cmに留まる）。
ただし、誰もが安心して安全に使える自転車通行環境という観点からは、自動車の交通量・実勢速度の高い道路における混在通行そのものが非推奨とされている。
ドアゾーンを避けた位置へのマーキング例
- オンタリオ州トロント
- アイダホ州ボイシ

ドアゾーンと重なる不適切なマーキング例
- 東京都渋谷区

### 車両側の対策

#### 自動回避システム
自転車の接近を検知して、ドアを開けないよう警告するシステムをボッシュ社が2017年に発表している。

### 教育策
駐車車両に近づきすぎないよう自転車利用者に教育することが一つの対策になりうる。しかし現実には、自転車の通行位置は自動車交通量の多さや大型車混入率の高さに比例して自動車の通行帯から離れる（駐車帯に近づく）傾向にあることが、交通実態の観測から明らかになっている。多くの場合、自転車利用者はドアゾーンから離れて車線の中央（primary position）を走るのが無理だと感じているとの指摘もある。

#### ダッチリーチ

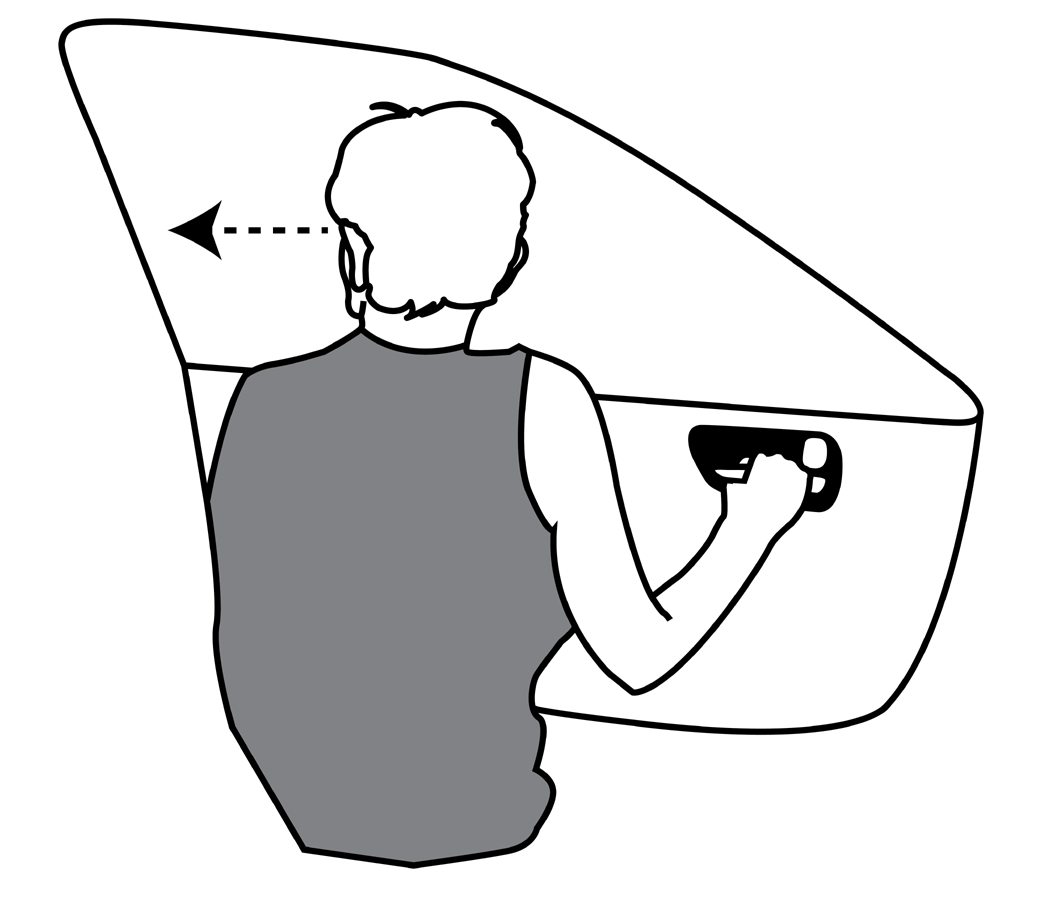
ダッチリーチ：ドアから遠い方の手でドアを開ける

自動車の運転者と同乗者はダッチリーチ（Dutch Reach）と呼ばれるメソッドを使うことでドア開放事故を防げる可能性がある。これは、ドアから遠い方の手でドアを開けることで、自転車や他の車両が接近していないかを肩越しに確認する動作を自然に引き起こす手法である。 
ダッチリーチの有効性についての科学的な研究は、現時点では2018年の国際学会で発表された論文が1本あり、ダッチリーチをすることで頭部の回転角が増加すると報告している。